# Ebe (Canova)
Ebe è il nome dato a una serie di sculture realizzate da Antonio Canova dal 1796 al 1817. Il gesso di quest'opera viene conservato presso la Gipsoteca canoviana di Possagno.

## Storia
Della statua esistono ben quattro versioni, autografe di Canova, oltre all'originale modello in gesso. La prima fu eseguita nel 1796 su commissione del conte Giuseppe Giacomo Vivante Albrizzi e venne inviata a Venezia poco prima della fine dell'anno 1799; questi la vendette nel 1830 al re di Prussia Federico Guglielmo III. Questo primo esemplare oggi si trova presso l'Alte Nationalgalerie a Berlino.  
La seconda versione dell'Ebe, invece, fu scolpita su richiesta di Giuseppina Beauharnais, prima moglie di Napoleone; esposta nel Salon di Parigi nel 1808, l'opera entrò a far parte delle collezioni imperiali russe nel 1815, ed oggi è esposta al Museo dell'Hermitage di San Pietroburgo.
Ambedue le versioni destarono aspre critiche. A non piacere erano l'impiego del bronzo per la coppa e di una patina rosata applicata per conferire verosimiglianza all'incarnato dell'Ebe, la presenza di una nuvola ai suoi piedi (motivo desunto dal repertorio figurativo barocco e pertanto sentitamente disprezzato) e la mancanza di espressione nel suo volto. Ai diversi detrattori Canova rispose in questo modo:
Non mancarono, tuttavia, gli entusiasti ammiratori, come Ippolito Pindemonte, che dedicò all'opera alcuni versi: «O Canova immortal, che addietro lassi / L'italico scalpello, e il greco arrivi ...».
Canova, in ogni caso, eseguì altre due versioni dell'Ebe: una fu scolpita nel 1814 e destinata a Lord Cawdor (oggi si trova a Chatsworth, nel Regno Unito), mentre l'altra fu eseguita nel 1817 su commissione della contessa Veronica Zauli Naldi Guarini, la quale intendeva rendere più sontuosa la propria abitazione a Forlì. Oggi quest'ultima l'opera è esposta all'interno pinacoteca civica situata presso i Musei di San Domenico della città romagnola. In queste ultime due versioni Ebe non è più sostenuta da una nuvola, bensì si appoggia a un tronco d'albero, in seguito alle virulente critiche delle quali abbiamo già parlato. Il modello in gesso, donato da Canova al discepolo Pompeo Marchesi, è oggi esposto alla Galleria d'arte moderna di Milano.

## Descrizione
(— Ugo Foscolo, Il velo delle Grazie, vv. 193-196)
In questo paragrafo tratteremo la descrizione della Ebe di San carrara, la seconda in ordine cronologico; d'altronde, le varie redazioni differiscono solo per alcuni piccoli particolari (come il tronco in luogo della nuvola).
L'opera raffigura la dea Ebe, figlia di Zeus e di Era e ancella e coppiera delle divinità dell'Olimpo. Ebe è raffigurata mentre incede con passo lieve, quasi da danzatrice, immersa in un atteggiamento riverente e silenzioso. Sospesa su una nuvola, la dea presenta una ricercata acconciatura raccolta in un diadema e mossa da un soffio di vento; il suo busto è nudo, mentre la parte inferiore del corpo è ammantata in un drappo che, con le sue pieghe fitte e complesse, ne esalta il corpo flessuoso.

Ricalcando la composizione di diverse statue ellenistiche, Canova decise di far reggere alla giovane dea un'anfora e una coppa di bronzo, materiale di cui è fatto anche il nastro dei capelli: come già accennato, dopo il completamento dell'opera furono in molti a criticare l'ardita presenza del bronzo, giudicando un affronto all'idea di purezza, associata all'uso del solo marmo.

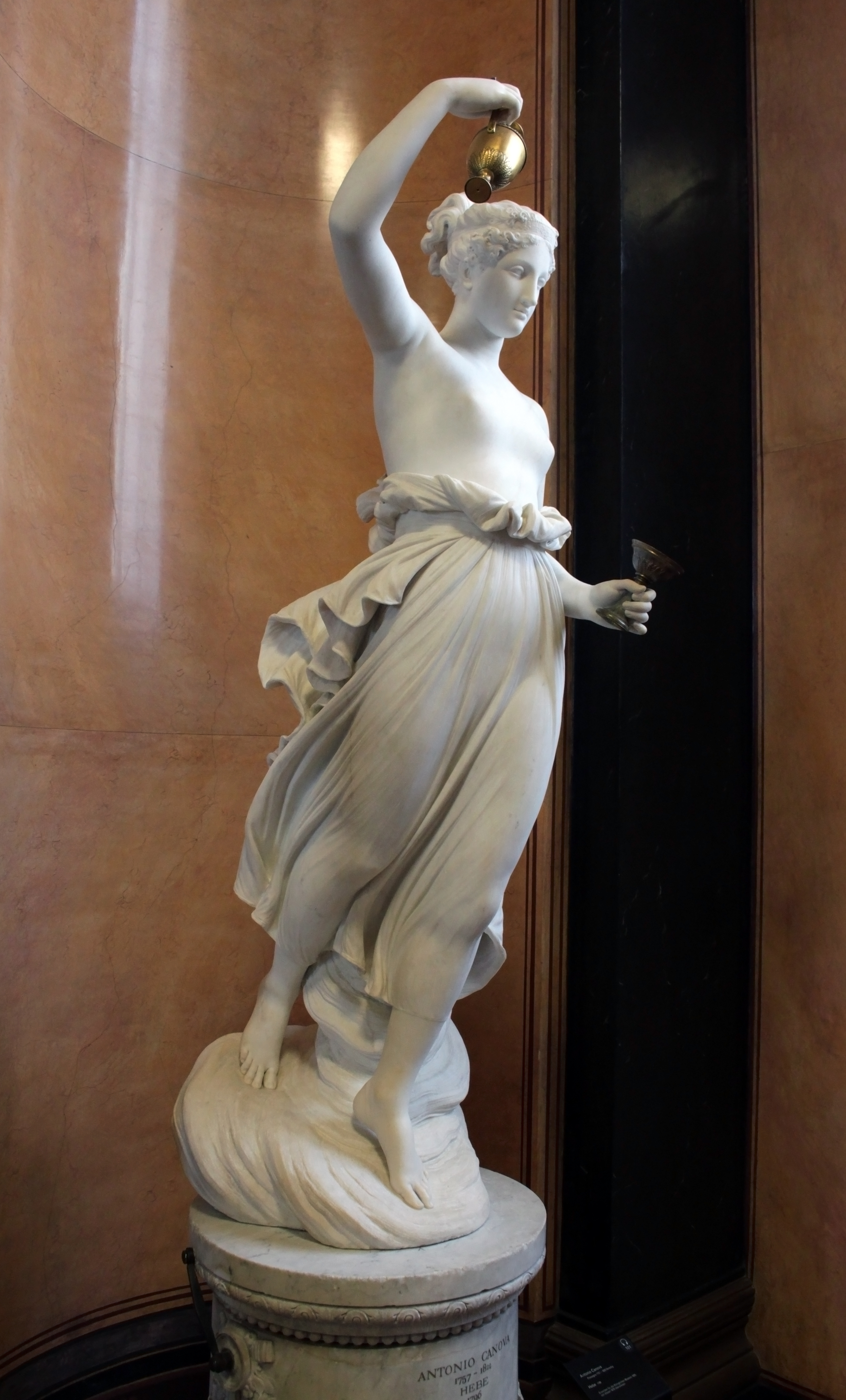
Ebe, Berlin Alte Nationalgalerie
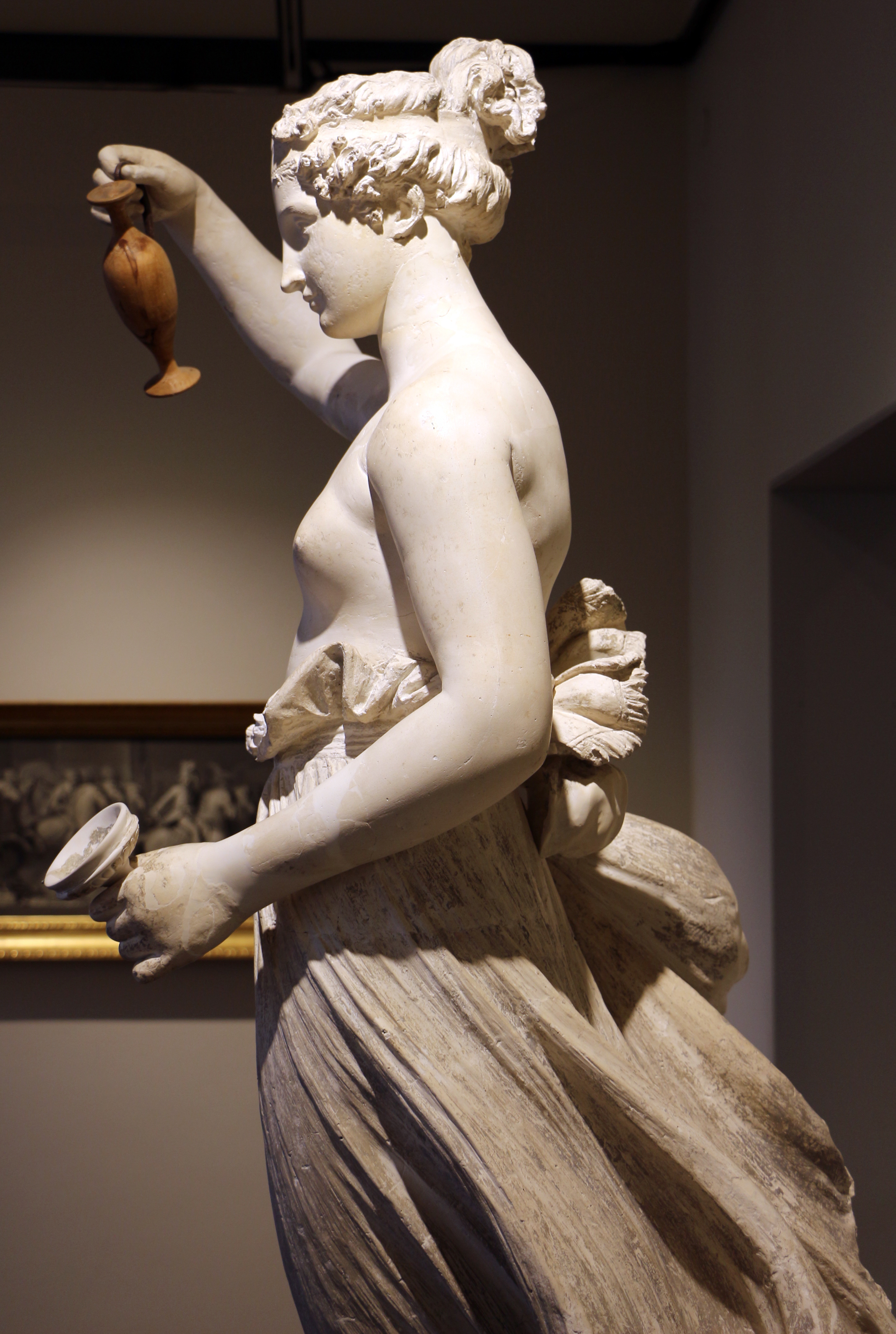
Modello in gesso, Civica galleria d'arte moderna (Milano)
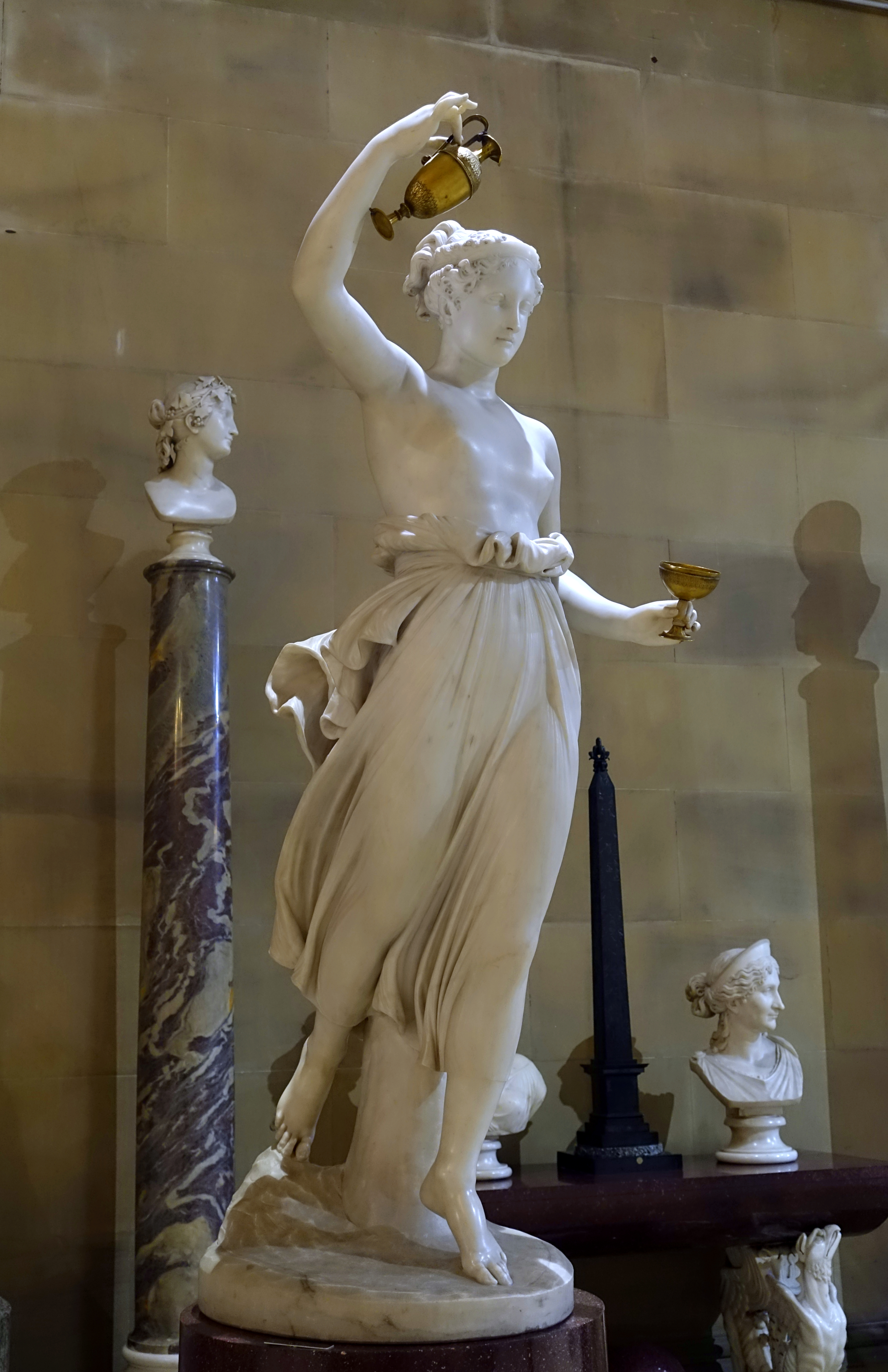
Chatsworth House - Derbyshire, England